# Formula
Formula (lat. formula - deminutiv od forma, oblik) svaki je simbolični zapis (algebarski izraz, a također i jednakost), koji sadrži neku tvrdnju (teorem, zaključak).
Primjeri formula:
- 2n-1 - formula proizvoljnoga neparnoga broja, gdje je n cijeli broj;
- 2x2=5; (netočno)
- {\displaystyle (a+b)^{2}=a^{2}+2ab+b^{2},} formula kvadrata zbroja dva broja;
- {\displaystyle {\sqrt {2}}+{\sqrt {3}}=\pi ,} s greškom manjom od 0,005;
- {\displaystyle e=\lim _{n\to \infty }\left(1+{\frac {1}{n}}\right)^{n}.}
- Eulerova formula: {\displaystyle e^{ix}=\cos x+i\sin x\!};
- Greenova formula;
- Taylorova formula;
- Formule mogu izražavati kako točne tako i netočne tvrdnje. Od primjera formula, netočna je jedino druga po redu.

Kemijska formula skraćeni je oblik prikazivanja sastava i građe molekula, iona ili općenito formulskih jedinki tvari s pomoću simbola kemijskih elemenata.
U računalstvu, formula obično opisuje izračun, kao što je zbrajanje, koji se izvodi na jednoj ili više varijabli. Formula se često implicitno daje u obliku računalne instrukcije kao npr.: °C = (5/9)*(°F  - 32)